# شبکه کوهی

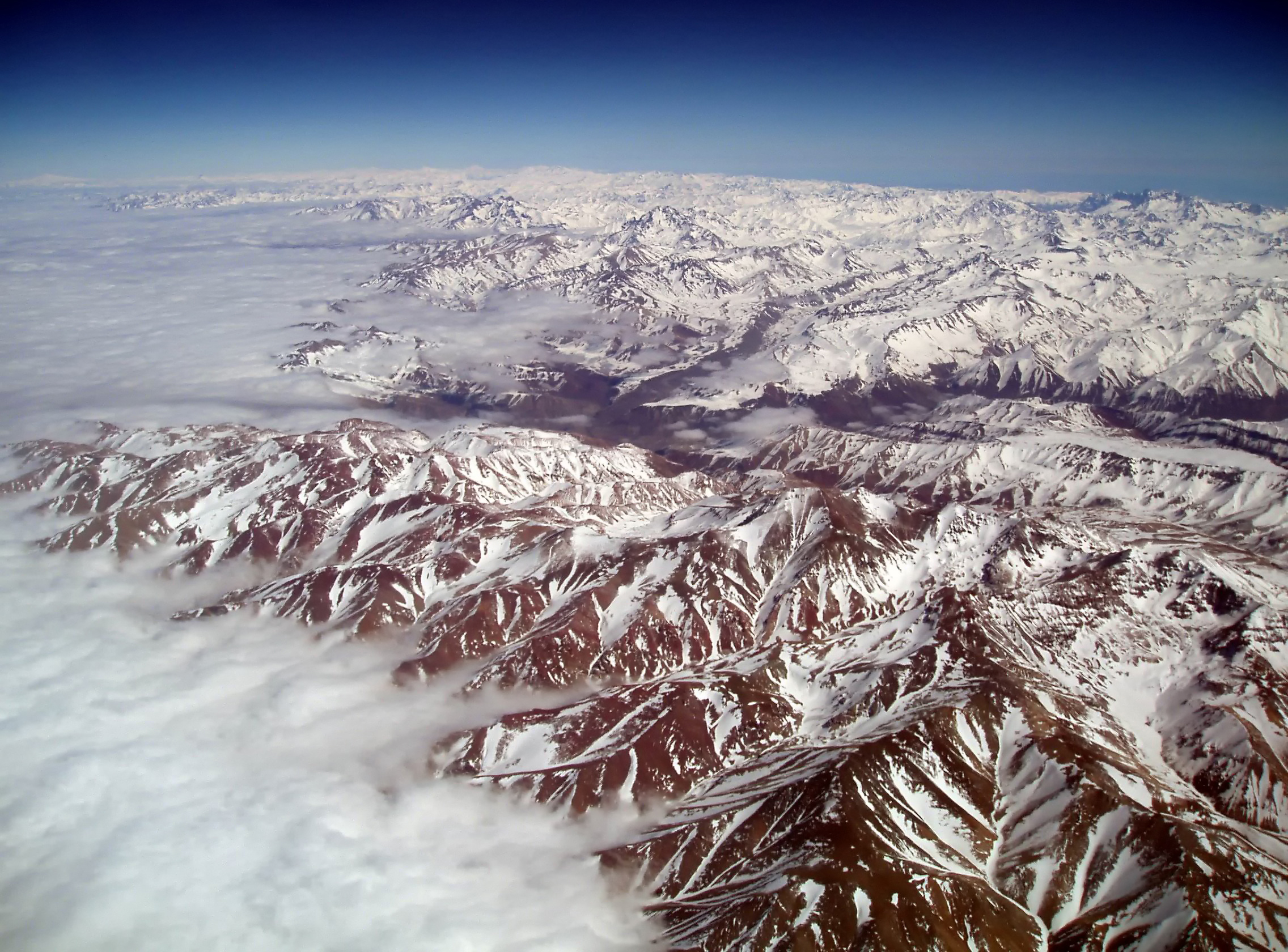
عکس‌های هوایی از کوه‌های آند، شیلی در سال ۲۰۰۸

شبکه کوهستانی یا شبکه کوهی (به انگلیسی: Cordillera)، یک شبکهٔ گسترده از رشته‌کوه‌ها است، مانند آنهایی که در سواحل غربی قاره آمریکا قرار دارند. این اصطلاح از زبان اسپانیایی وام گرفته شده است، جایی که از واژهٔ cordilla به معنی کوچک‌تر از cuerda ("طناب" یا "ریسمان") است.
این اصطلاح بیشتر در جغرافیای طبیعی به کار می‌رود و به‌ویژه دربارۀ سیستم‌های مختلف کوهستانی بزرگ شبکه کوهی آمریکا، مانند رشته کوه‌های آند آمریکای جنوبی، و کمتر به سایر رشته کوه‌ها در " یال کوه " که کرانه اقیانوس آرام را تشکیل می‌دهد، به کار می‌رود. در کلمبیا و ونزوئلا، شبکه کوه‌ها بر اساس موقعیتشان نام‌گذاری می‌شوند: شبکه کوهی مرکزی و خاوری. در اکوادور، پرو، بولیوی، شیلی و آرژانتین از نام‌های محلی مختلفی برای شبکه کوهی استفاده می‌شود.
چنین سیستم‌های کوهستانی، ساختار پیچیده‌ای دارند که معمولاً نتیجهٔ چین‌خوردگی و گسل همراه با فعالیت آتشفشانی است. در آمریکای جنوبی، این محدوده شامل قلههای آتشفشانی متعددی است. شبکه کوهی آند دارای اوجوس دل سالادو است، بلندترین آتشفشان فعال در جهان و دومین نقطه مرتفع در نیمکره غربی (البته خود آتشفشان نیست، آکونکاگوآ در آرژانتین، با بلندی ۶٬۹۶۰ متر (۲۲٬۸۳۰ فوت))، بلندترین نقطه در نیمکره غربی است). برخی از آتشفشان‌ها در دوران تاریخی فعال بوده‌اند.
جدای از قله‌های آتشفشانی، تاج‌های شبکه کوهستانی شامل برآمدگی‌های باریک زیادی است که برخی از آنها به منطقه برف همیشگی می‌رسند. در بین این رشته‌ها، چندین دره مسکونی، حوضه‌ها و فلات‌های کم‌ارتفاع با دامنه گسترده‌ای از ارتفاعات وجود دارد.
شبکه‌های کوهستانی آند، هیمالیا و البرز از شبکه‌های کوهستانی شناخته‌شده در جهان هستند.